# Зиган
Зига́н (Большой Зиган, Еган-елга, Жиган; баш. Егән) — река в Ишимбайском и Гафурийском районах Башкортостана, правый приток Белой. Длина реки — 99 км. Площадь водосборного бассейна — 1550 км².
Протекает рядом с деревней Гумерово, недалеко от деревни Подгорный, затем через село Зигановку. Топоним сопоставляют с хантыйским ёхан — «речка», «ручей», марийским йогы — «течение», «поток».

## Притоки
(км от устья)
- 22 км: Карламан (пр)
- 33 км: Кияук (Кияукова) (лв)
- 44 км: Шига (лв)
- 47 км: Шида (лв)
- Красайка (лв)
- 53 км: Ряузяк (пр)
- 60 км: Сикася (пр)
- Ажакбуй (лв)
- 73 км: Утъелга (лв)
- 77 км: Бриш (лв)
- Угойкан (лв)
- Муйняк (лв)
- Япаш (пр)

- Малый Зиган (лв)

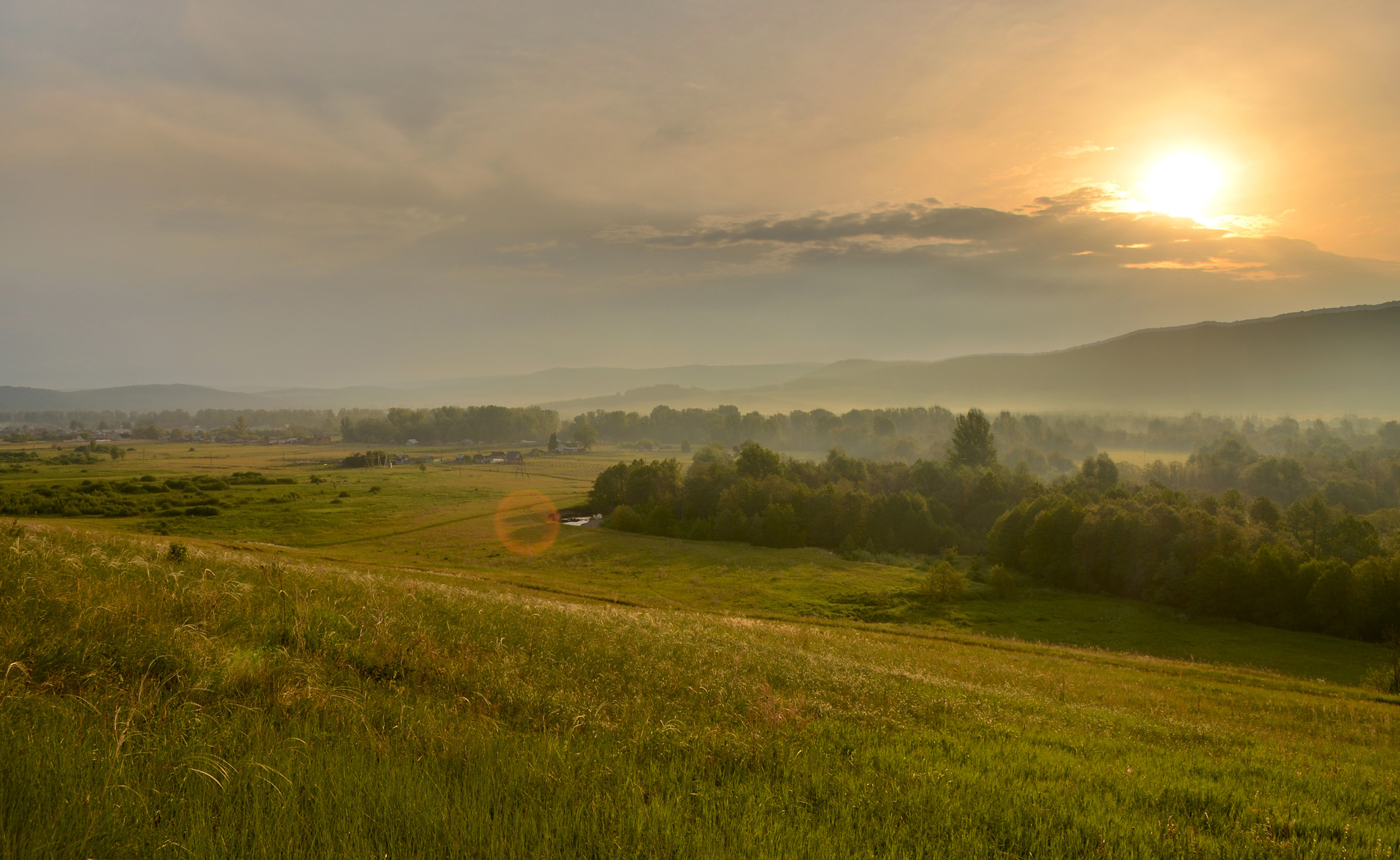
Рассвет над Зиганом близ деревни Зигановка
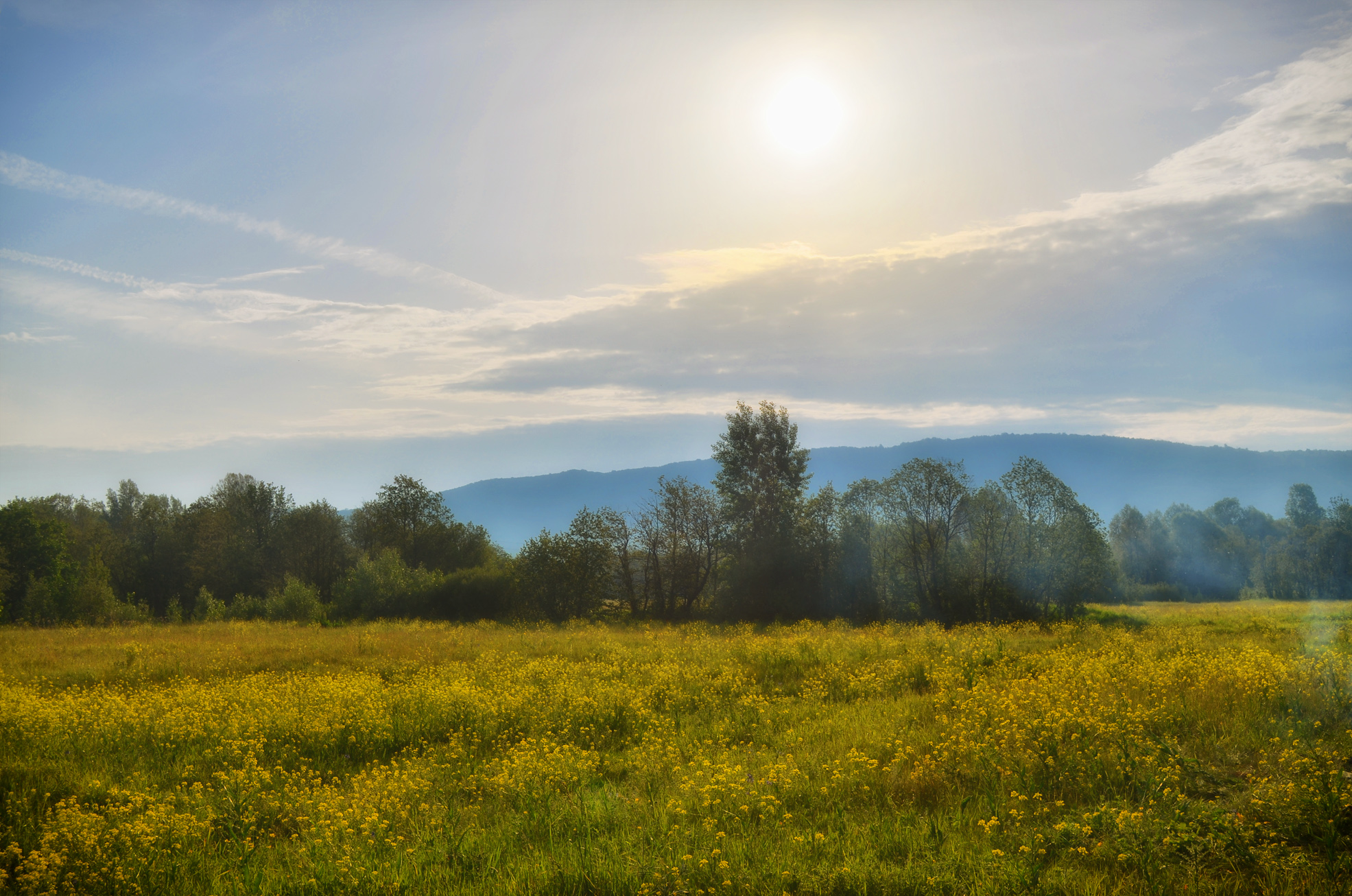
Пойма Зигана недалеко от деревни Зигановка

## Данные водного реестра
По данным государственного водного реестра России относится к Камскому бассейновому округу, водохозяйственный участок реки — Белая от города Стерлитамак до водомерного поста у села Охлебино, без реки Сим, речной подбассейн реки — Белая. Речной бассейн реки — Кама.